# Ове-э-ла-Шаплот
Ове-э-ла-Шапло́т (фр. Auvet-et-la-Chapelotte) — коммуна во Франции, находится в регионе Франш-Конте. Департамент — Верхняя Сона. Входит в состав кантона Отре-ле-Гре. Округ коммуны — Везуль.
Код INSEE коммуны — 70043.

## География

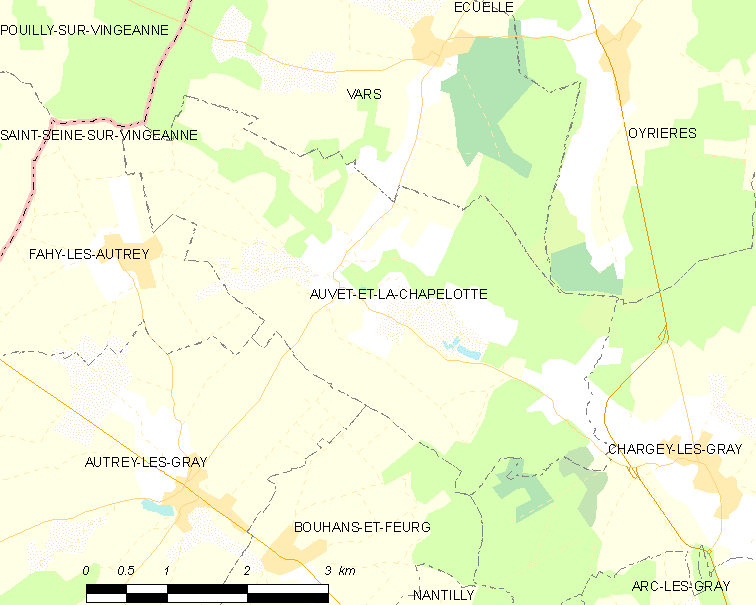
Карта коммуны

Коммуна расположена приблизительно в 280 км к юго-востоку от Парижа, в 50 км северо-западнее Безансона, в 50 км к западу от Везуля.
По территории коммуны протекает река Экулот, приток Соны.

## Население
Население коммуны на 2010 год составляло 246 человек.
| 1962 | 1968 | 1975 | 1982 | 1990 | 1999 | 2010 |
| ---- | ---- | ---- | ---- | ---- | ---- | ---- |
| 225  | 220  | 213  | 210  | 240  | 266  | 246  |

## Администрация
| Период | Период | Фамилия             | Партия | Примечания |
| ------ | ------ | ------------------- | ------ | ---------- |
| 2001   | 2008   | Жюль-Жильбер Анжель |        |            |
| 2008   | 2014   | Жерар Жирардо       |        |            |

## Экономика
В 2010 году среди 154 человек трудоспособного возраста (15—64 лет) 121 были экономически активными, 33 — неактивными (показатель активности — 78,6 %, в 1999 году было 66,2 %). Из 121 активных жителей работали 104 человека (67 мужчин и 37 женщин), безработных было 17 (8 мужчин и 9 женщин). Среди 33 неактивных 13 человек были учениками или студентами, 12 — пенсионерами, 8 были неактивными по другим причинам.

## Достопримечательности
- Старая церковная ограда (XI век). Исторический памятник с 1994 года[3]